# Fiat BRG
Fiat BRG là một mẫu thử máy bay ném bom hạng nặng của Ý, do hãng Fiat thiết kế chế tạo cho Không quân Italy.

## Quốc gia sử dụng
Ý
- Không quân Italy

## Tính năng kỹ chiến thuật
Dữ liệu lấy từ The Illustrated Encyclopedia of Aircraft (Part Work 1982-1985), 1985, Orbis Publishing, Page 1780
Đặc điểm tổng quát
- Chiều dài: 17.60 m (57 ft 9 in)
- Sải cánh: 30 m (98 ft 5 in)
- Chiều cao: 5.80 m (19 ft 0¼ in)
- Diện tích cánh: 139.15 m2 (1,497.85 ft2)
- Trọng lượng rỗng: 6.600 kg (14.455 lb)
- Trọng lượng có tải: 12.000 kg (26.455 lb)
- Powerplant: 1 × Fiat A.24R, 537 kW (720 hp)

2 × Fiat A.24, 522 kW (700 hp) mỗi chiếc
Hiệu suất bay
- Vận tốc cực đại: 240 km/h (149 mph)
- Thời gian bay: 12 giờ  0 phút
- Trần bay: 4.800 m (15.750 ft)

Vũ khí trang bị
- 4 × súng máy 7,7 mm (0.303 in)
- 2.000 kg (4.409 lb) bom